# 四明山号综合登陆舰
四明山号综合登陆舰，正式名称为中国人民解放军海军四明山舰（舷号：986），是中國人民解放軍海軍入役的第七艘071型船塢登陸艦。该舰约在2018年12月28日於上海滬東造船廠下水，并于2020年中旬起正式入列并服役于中国人民解放军海军。